# Алия, Семирамис
Семирамис Алия (алб. Semiramis Alia; 1928, Эльбасан — 1986, Тирана) — албанская преподавательница, декан факультета естественных наук Тиранского университета. Жена Рамиза Алии — преемника Энвера Ходжи, второго и последнего первого секретаря ЦК АПТ, первого президента посткоммунистической Албании.

## Происхождение
Родилась в семье профессора-лингвиста, писателя и общественного деятеля Александра Джувани. Её отец, один из основателей албанской системы образования, поддержал приход к власти коммунистов во главе с Энвером Ходжей. До конца жизни Александр Джувани был заместителем председателя президиума Народного собрания НРА Хаджи Леши.
Семирамис окончила педагогическое училище в Эльбасане. Затем училась в СССР. Вернувшись в Албанию, поступила на работу в Тиранский университет в качестве преподавателя факультета естественных наук.

## Брак с Рамизом Алией
В октябре 1944 Семирамис Джувани участвовала в молодёжной конференции. Там она познакомилась с секретарём Союза антифашистской молодёжи Рамизом Алией. В период совместного пребывания в Москве Семирамис вышла замуж за Алию, который с 1948 являлся членом ЦК Албанской партии труда (АПТ).
Александр Джувани не был сторонником этого брака и даже говорил в доверительных беседах о своём «разбитом сердце». Интеллектуал из православного рода был недоволен решением дочери связать жизнь с выходцем из простой мусульманской семьи.
Рамиз Алия выдвинулся в круг ближайших сподвижников Энвера Ходжи. С 1960 он был секретарём ЦК по идеологии, с 1961 — членом Политбюро ЦК АПТ. Являлся активным и влиятельным проводником ходжаистской политики. Через день после смерти Ходжи, 13 апреля 1985, Рамиз Алия стал его преемником — первым секретарём ЦК АПТ.
Как правило, жёны членов высшего руководства АПТ сами занимали видные партийные посты (наиболее известные примеры — Неджмие Ходжа и Фикирете Шеху). Против такой «семейственности» выступала внутрипартийная оппозиция на тиранской партконференции 1956, в подавлении которой участвовал Рамиз Алия. Однако Семирамис Алия в этом плане составляла исключение. Она состояла в АПТ, но никак не участвовала в политике, не была публичной фигурой, занималась только преподаванием и факультетским администрированием. Обладала репутацией интеллектуального, доброжелательного и скромного человека.
В браке супруги Алия имели двух дочерей и сына. Иоланда, сестра Семирамис, была замужем за министром юстиции НРА Бильбилем Клоси.

## Кончина и оценки
Первая публичная информация о Семирамис Алии была оглашена в марте 1986 — по случаю её кончины. Официальное сообщение было распространено в Вене и продублировано «Нью-Йорк таймс». Причиной смерти была названа тяжёлая болезнь. При этом не указывались даты рождения и смерти, был назван только возраст: 58 лет.
Этому сообщению, переданному в иностранные СМИ, было придано политическое значение. Комментаторы увидели в нём признак постепенного выхода Албании из самоизоляции. Они посчитали, что публикация отразила успех Рамиза Алии в закулисном противоборстве с Неджмие Ходжей, представлявший самые консервативные круги ходжаистского руководства (при правлении Энвера Ходжи о таком не могло быть речи).
Впоследствии Рамиз Алия тепло вспоминал о покойной жене в своих книгах Наш Энвер (1988, на высшем посту) и Моя жизнь (2010, незадолго до смерти, после падения коммунистического режима, президентства, собственного свержения и пребывания в тюрьме). Согласно своему завещанию, Рамиз Алия был похоронен в одной могиле с Семирамис на кладбище Шарра в Тиране.